# San-Gavino-di-Fiumorbo
San-Gavino-di-Fiumorbo (kors. San Gavinu di Fiumorbu) – miejscowość i gmina we Francji, w regionie Korsyka, w departamencie Górna Korsyka.
Według danych na rok 1990 gminę zamieszkiwało 207 osób, a gęstość zaludnienia wynosiła 9 osób/km².